# Hua Shan
Hua Shan is een berg in het midden van China, in het gebergte van de Qinling Shan en de provincie Shaanxi. De berg heeft meerdere toppen, waarvan de hoogste 2155 meter boven zeeniveau reikt. Hua Shan maakt deel uit van het Qinling-gebergte. De berg speelt een belangrijke rol in de taoïstische traditie en staat bekend als een van de vijf heilige bergen van China. De berg is hierdoor een centrum voor pelgrims en toerisme. Vanuit Xi'an worden excursies naar de berg georganiseerd.
Hua Shan is gelegen op ongeveer 100 kilometer ten oosten van de provinciehoofdstad Xi'an. Aan de voet van de berg ligt het stadje Huayin. Ook bevinden zich twee treinstations aan de voet van de berg. Vanuit deze punten kan men per bus of auto naar de berg. Aan de oostzijde van de berg bevindt zich een gondellift, die de meeste toeristen gebruiken. In de loop der tijden zijn bovendien duizenden traptreden aangelegd om het beklimmen en afdalen te bevorderen.
Op de berg bevinden zich verschillende taoïstische tempels. Pelgrims binden rode linten vast aan de bomen naast de tempels. Pasgehuwden symboliseren hun liefde door een (goudkleurig) slot aan de kettingen langs het pad te bevestigen in de zogenaamde Gouden Slot Pas. Op een rotsblok boven deze pas staat een enorm hangslot, gemaakt van omgesmolten sloten die in het verleden zijn bevestigd. Verder bevinden zich ten behoeve van het toerisme restaurants en eethuisjes op de berg, alsmede een hotel.
De noordelijke top is met 1561 meter de laagste en makkelijkst te beklimmen top van Hua Shan. De andere drie toppen zijn vanuit hier slechts te bereiken via een trap die over een lange smalle bergrichel loopt. Deze richel kan met name in de winter gevaarlijk zijn door de harde wind en doordat sneeuw op de trappen door passanten wordt vertrapt tot een gladde ijslaag.

## Geografie
Hua Shan ligt in het Qinling-gebergte in de noordelijke provincie Shaanxi.

## Tempels
Hua Shan heeft een grote verscheidenheid aan tempels en andere religieuze gebouwen op de flanken en haar toppen. Aan de voet van de berg is het klooster van de Jade Spring (玉泉院) die gewijd is aan Chen Tuan.

## Routes

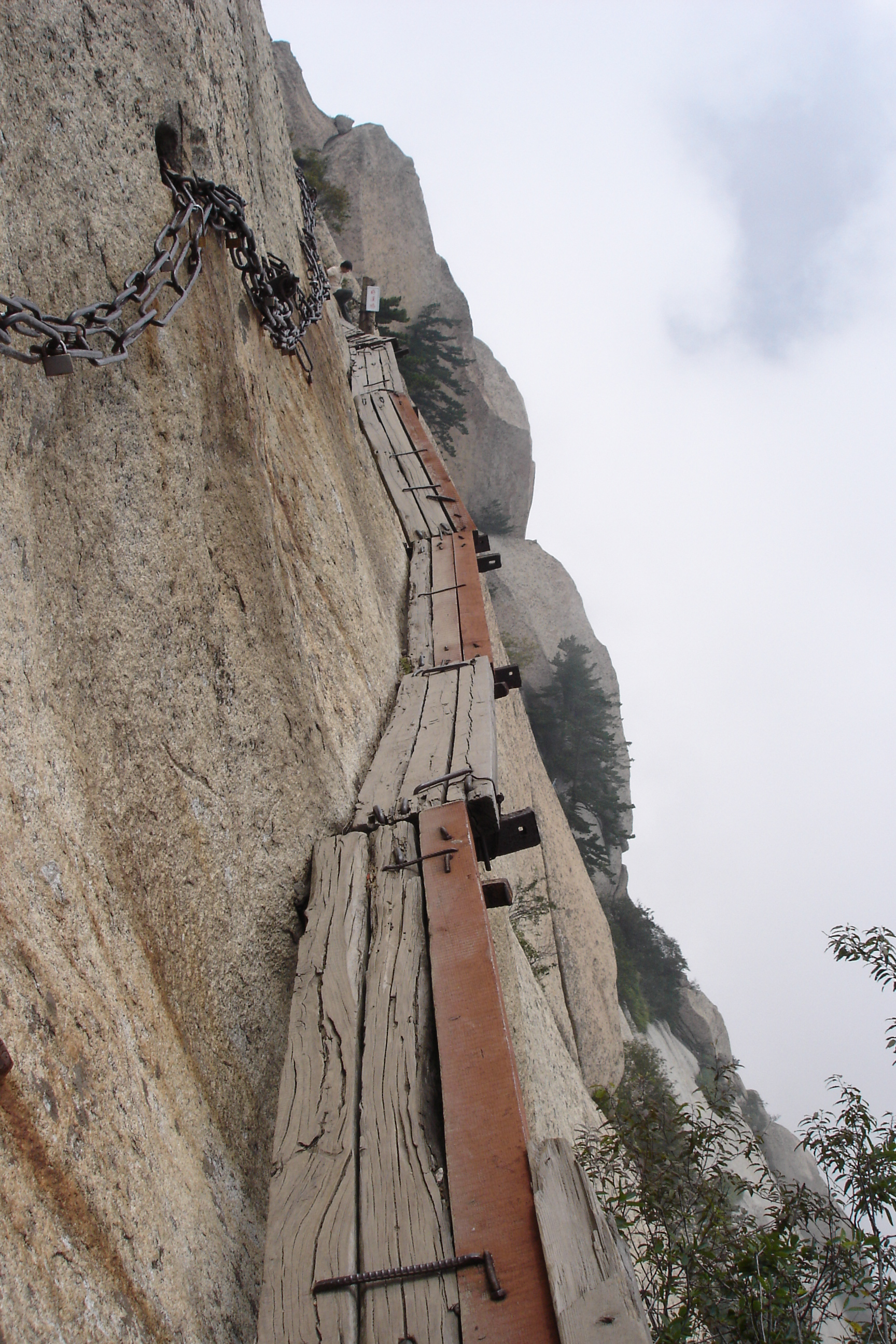
De plankenroute

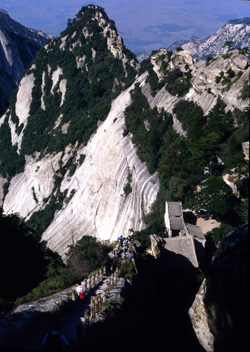

Er zijn drie routes naar Hua Shans noordelijke top (1613 m), de laagste van alle toppen. De meest populaire is de originele route die 6 kilometer omhoog slingert vanaf Hua Shan dorp naar de noordelijke top. Er is ook een kabelbaan naar de top van de noordelijke piek en een route die dezelfde weg volgt als deze kabelbaan. Vanaf de noordelijke top gaat een aantal paden naar de ander vier toppen, de westelijke top (2038 m), de centrale top (2042 m), de oostelijke top (2100 m) en de zuidelijke top (2160 m).
De route naar de zuidelijke top voert langs een klif en staat bekend als zeer gevaarlijk. Door een verhaal op een website is deze route erg bekend geworden. Een zekere Rick Archer bracht dit verhaal naar buiten onder de titel "The Dangerous Huashan Hiking Trail". De auteur claimt dat het verhaal geschreven is door een Amerikaans koppel dat in 2003 het pad bezocht. De verspreiding van dit verhaal werd versterkt door de vele video's die het gevaarlijkste gedeelte van het pad laten zien. De tweede video laat echter een klimmer zien die zichzelf met klimmateriaal beschermt, waardoor het gevaar aanzienlijk minder is dan de situatie doet schijnen.